# Борек, Иржи
И́ржи Бо́рек (чеш. Jiří Borek; 23 сентября 2002) — чешский футболист, вратарь клуба «Словацко».

## Клубная карьера
Борек прошёл подготовку в системе «Словацко». В 2023 году он был отдан в аренду в «Вишков», где быстро стал основным голкипером. В составе «Вишкова» он провёл более 25 матчей, после чего вернулся в «Словацко».

## Карьера в сборной
24 марта 2025 года Борек дебютировал за молодёжную сборную Чехии, впервые выйдя на поле в товарищеской встрече против Норвегии.
5 июня 2025 года был включен в окончательную заявку молодёжной сборной на молодёжный чемпионат Европы 2025.